# Garota de roca
La garota de roca (Paracentrotus lividus) és una espècie d'eriçó de mar, la de consum més comú a Catalunya. És l'espècie tipus del seu gènere. Es troba en aigües del Mediterrani i a l'est de l'oceà Atlàntic.

## Descripció
La garota de roca té una testa verdosa, aplanada i circular amb un diàmetre d fins a 7 cm. Les espines de la testa normalment són de color porpra però poden ser d'altres colors.

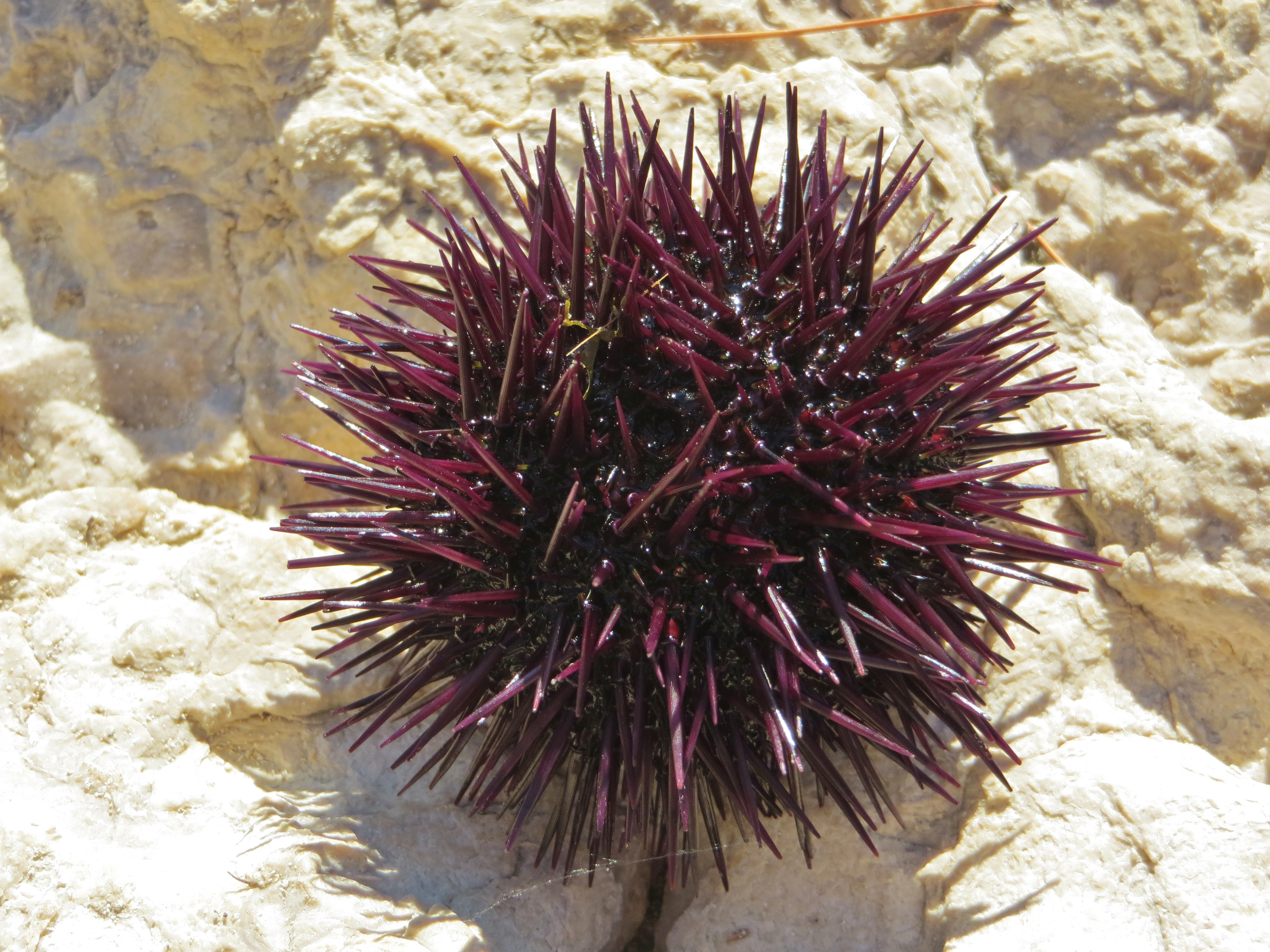
Costat aboral.
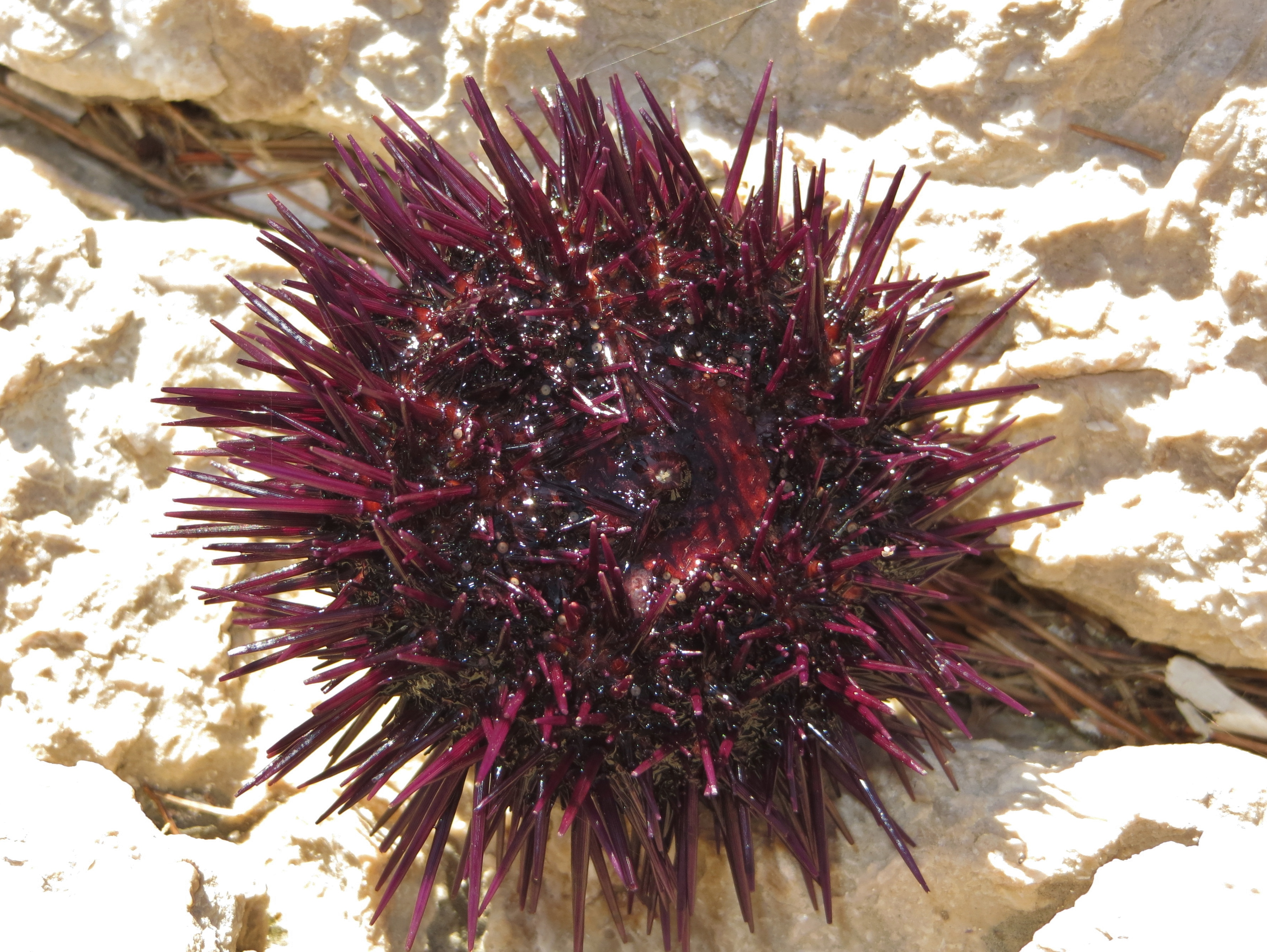
Costat oral.
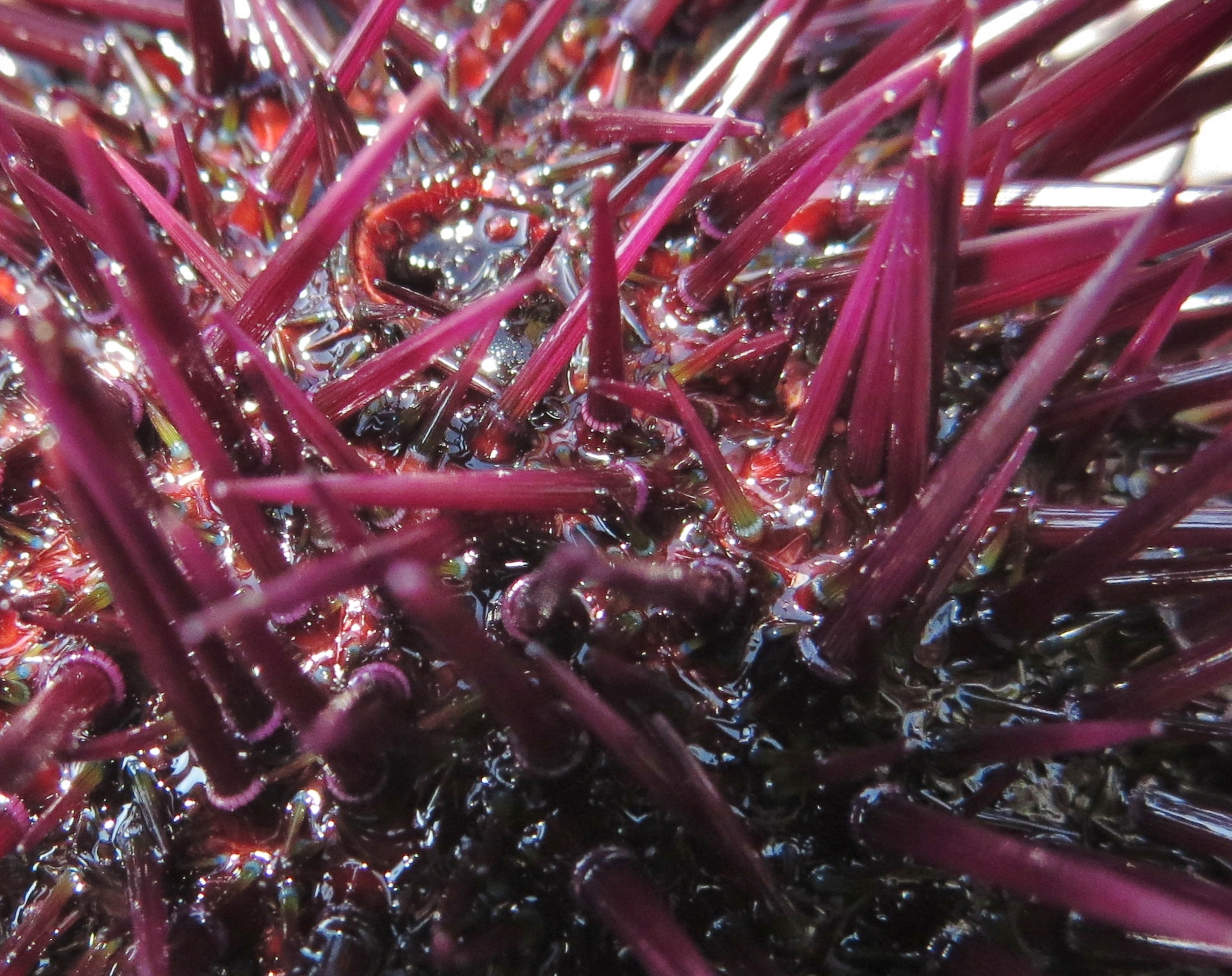
Espines de prop.
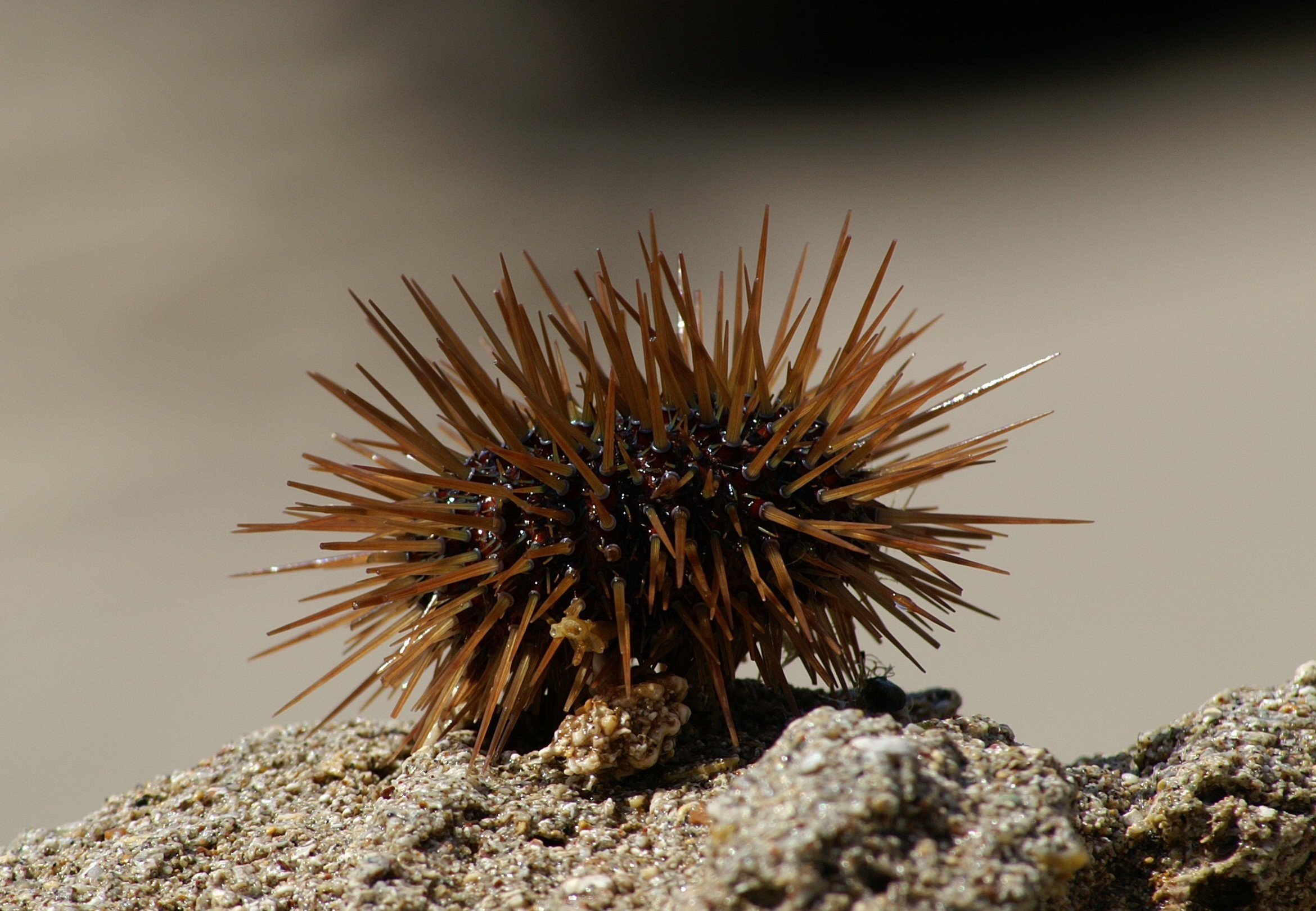
Exemplar jove.

## Hàbitat
P. lividus normalment es troba a fondàries de fins a 20 metres i de vegades en les roques o en praderies d'algues Zostera marina i d'herbes submarines de Posidonia oceanica.

## Biologia
Els individus de garota de roca poden ser o bé mascles o bé femelles però s'ha observat casos d'hermafroditisme. Alliberen gàmetes a la columna d'aigua. Les seves larves formen part del zooplàncton.
Els seus principals depredadors al Mediterrani són el cranc aranya (Maja crispata), els peixos Diplodus sargus, Diplodus vulgaris, Labrus merula i Coris julis el gastròpode, Hexaplex trunculus. L'estrella de mar (Marthasterias glacialis) és un dels seus principals depredadors arreu.

## Com a aliment

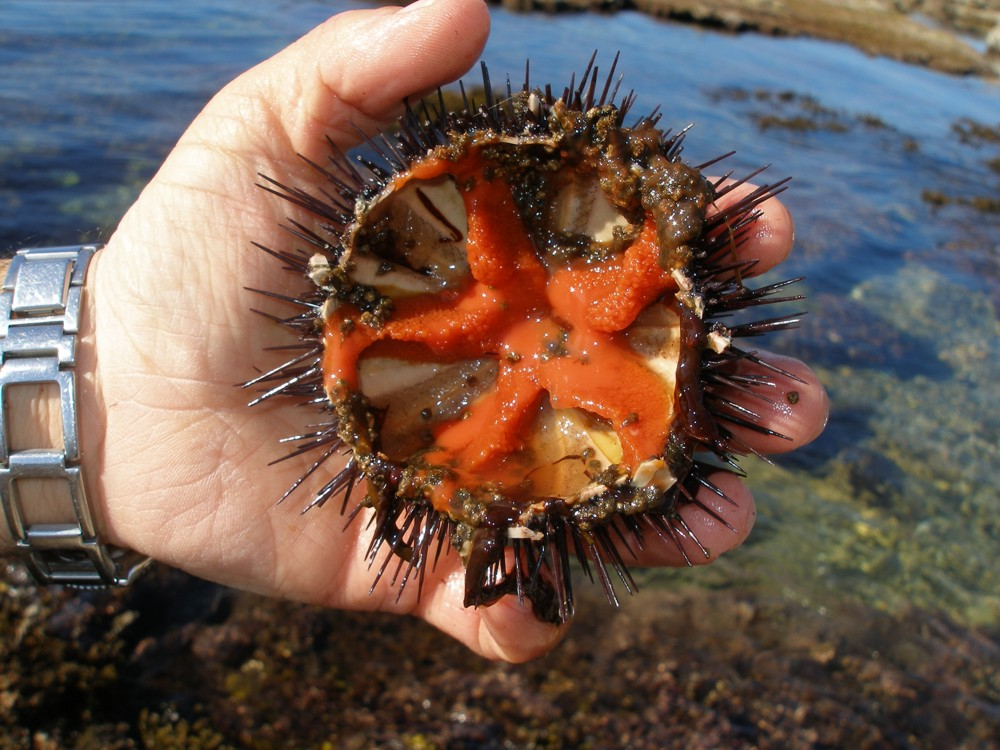
Eriçons de mar a l'Alguer, Sardenya

Les seves gònades són considerades una delícia a frança, Itàlia, Espanya i a zones de Croàcia i en mennor grau també a Grècia.